# Comuna Șipotele Sucevei, Putila
Șipotele Sucevei (în ucraineană Шепіт, transliterat: Șepit) este o comună în raionul Putila, regiunea Cernăuți, Ucraina, formată din satele Andrechivsche, Ialovățul de Jos, Ialovățul de Sus, Sărata și Șipotele Sucevei (reședința).

## Demografie
Componența lingvistică a comunei Șipotele Sucevei
     Ucraineană (99,66%)
     Alte limbi (0,34%)
Conform recensământului din 2001, majoritatea populației comunei Șipotele Sucevei era vorbitoare de ucraineană (99,66%), existând în minoritate și vorbitori de alte limbi.